# Страховые пенсии по случаю потери кормильца
Страховая пенсия по случаю потери кормильца — это вид социальной поддержки, предоставляемый государством в случае утраты трудоспособного гражданина, который обеспечивал семью финансовыми средствами. Данный вид пенсий регулируется законодательством Российской Федерации и предназначен для защиты прав и интересов семей, оставшихся без средства к существованию. Правом на получение страховой пенсии по случаю потери кормильца наделяются лица, обладающие нетрудоспособностью и являющиеся членами семьи умершего гражданина.

## Основные положения
Страховая пенсия по случаю потери кормильца назначается членам семьи умершего, который на момент смерти имел право на страховую пенсию, либо был застрахован в системе обязательного пенсионного страхования. К членам семьи, имеющим право на получение такой пенсии, относятся: 
1. Супруг(а) умершего.
2. Дети (в том числе приемные).
3. Родители, если они находились на иждивении.
4. Другие лица, находившиеся на иждивении.

## Право на страховую пенсию по случаю потери кормильца
Согласно ст. 10 Федерального закона от 28.12.2013 N 400-ФЗ (ред. от 29.05.2024) "О страховых пенсиях" Нетрудоспособные иждивенцы умершего кормильца - имеют право на страховую пенсию (за исключением лиц, осужденных за преступление, повлекшее смерть кормильца). Пенсионное обеспечение в Российской Федерации играет большую роль, так как данные выплаты необходимы для полноценного существования определенной категории граждан. 

## Условия назначения
Для назначения страховой пенсии по случаю потери кормильца необходимо выполнить ряд условий:
- Подтверждение факта смерти кормильца.
- Доказательство зависимости от кормильца (для родителей и других иждивенцев).
- Наличие у кормильца страхового стажа или права на пенсию на момент смерти.

## Размер пенсии
Размер страховой пенсии по случаю потери кормильца определяется исходя из страхового стажа умершего и суммы его пенсионных баллов. Он также может включать компенсационные выплаты и индексацию в зависимости от изменений в законодательстве.

## Право на получение пенсии
Согласно положениям пенсионного законодательства право на получение страховой пенсии по потере кормильца имеют нетрудоспособные члены семьи умершего кормильца, находившиеся у него на иждивении. Иждивение нельзя считать событием или действием. Важнейшим элементом действия как юридического факта является воля, в то время как состояние может возникнуть как в результате событий, так и действий.
Следует отметить, что состояние как юридический факт обладает одновременно волевым и неволевым характером, так как важно, к какому носителю оно относится. В частности, иждивение выступает как волевой акт для кормильца лица, претендующего на пенсию, и как неволевой акт для самого иждивенца.
В праве события понимаются как внешние обстоятельства, которые напрямую связаны с правовыми последствиями (например, смерть кормильца). Однако сама по себе смерть кормильца не приводит к правовым последствиям; она лишь подразумевает возникновение соответствующего права (например, права на пенсию в связи с утратой кормильца).
Факты-состояния без дополнительных событий или действий не имеют юридических последствий.
Тем не менее, одному из родителей, супругу или другим членам семьи, указанным в законодательстве, пенсия назначается независимо от факта иждивения. Семья, в которой кормилец безвестно отсутствует, приравнивается к семье умершего кормильца, если безвестное отсутствие подтверждено в установленном порядке.
Круг нетрудоспособных членов семьи, имеющих право на пенсию по случаю потери кормильца, чётко определён в части 2 статьи 10 Федерального закона от 28 декабря 2013 года № 400-ФЗ (в ред. от 29 мая 2024 года) "О страховых пенсиях". Согласно этому закону, правом на пенсию обладают:
1. Несовершеннолетние дети, братья, сестры и внуки умершего, а также лица, достигшие 18 лет, но завершившие обучение в школе к 1 сентября текущего года, или обучающиеся очно в любом учебном заведении (включая зарубежные) до 23 лет. Право также имеют дети, братья, сестры и внуки, ставшие инвалидами до 18 лет. Братья, сестры и внуки признаются нетрудоспособными, если у них нет трудоспособных родителей.
2. Один из родителей, супруг, дедушка или бабушка умершего, независимо от возраста и трудоспособности. Также братья, сестры или дети умершего (старше 18 лет), если они безработные и ухаживают за несовершеннолетними детьми, братьями, сестрами или внуками умершего, имеющими право на пенсию.
3. Родители и супруг умершего, достигшие пенсионного возраста (65 и 60 лет для мужчин и женщин соответственно) или являющиеся инвалидами.
4. Дедушки и бабушки умершего, достигшие пенсионного возраста (65 и 60 лет для мужчин и женщин соответственно) или являющиеся инвалидами, при условии, что их никто не обязан содержать по закону.

## Порядок получения
Для получения страховой пенсии необходимо подать заявление в Пенсионный фонд Российской Федерации (ПФР) или через Многофункциональный центр (МФЦ). К заявлению прилагаются документы, подтверждающие право на пенсию, такие как свидетельство о смерти, документы, подтверждающие родство и иждивение.

## Расчет пенсии по потере кормильца
Размер этой выплаты будет зависеть от трудового стажа умершего и количества пенсионных баллов. Сюда же суммируется фиксированная выплата.
Формула для расчета страховой пенсии по потере кормильца:
Размер страховой пенсии по случаю потери кормильца каждому нетрудоспособному члену семьи умершего кормильца определяется по формуле:
СПспк = ИПК x СПК,
где СПспк - размер страховой пенсии по случаю потери кормильца;
ИПК - индивидуальный пенсионный коэффициент умершего кормильца;
СПК - стоимость одного пенсионного коэффициента по состоянию на день, с которого назначается страховая пенсия по случаю потери кормильца.
В 2024 году стоимость одного пенсионного коэффициента (балла) составит 133,05 рубля. Фиксированная выплата в случае потери одного кормильца увеличится до 4067,44 рубля. (½ от фиксированной выплаты к страховой пенсии по старости — 8134,88 рубля). Круглые сироты получат двойной размер фиксированной выплаты, то есть 8134,88 рубля.
В 2025 году с учётом индексации надбавка увеличится на 7,3% и составит: для 50% от фиксированной выплаты — 4364,37 рубля, для круглых сирот — 8728,73 рубля.

## Правила, которые относятся ко всем пенсиям по случаю потери кормильца
- Пенсия по потере кормильца-супруга выплачивается вне зависимости от повторного брака.
- Усыновители и усыновленные приравниваются к родным родителям и детям соответственно.
- Отчимы и мачехи, воспитывавшие и содержавшие пасынка/падчерицу не менее 5 лет, имеют право на пенсию.
- Пасынки и падчерицы приравниваются к родным детям.
- Пенсия выплачивается независимо от страхового стажа кормильца, причины и времени смерти (кроме случаев умышленного преступления или причинения себе вреда).
- Иждивение определяется полным содержанием или постоянной основной финансовой помощью.
- Иждивение детей умерших родителей не требует доказательств (кроме совершеннолетних или ранее эмансипированных).
- Нетрудоспособные родители и супруг (не бывшие иждивенцами) имеют право на пенсию вне зависимости от времени, прошедшего после смерти кормильца.
- Получатели других пенсий, для которых помощь умершего была основным источником средств к существованию, могут перейти на пенсию по потере кормильца.[9]